# 130
Évszázadok: 1. század – 2. század – 3. század
Évtizedek: 80-as évek – 90-es évek – 100-as évek – 110-es évek – 120-as évek – 130-as évek – 140-es évek – 150-es évek – 160-as évek – 170-es évek – 180-as évek
Évek: 125 – 126 – 127 – 128 –  129 – 130 – 131 – 132 – 133 – 134 – 135

## Események

### Római Birodalom
- Quintus Fabius Catullinust (helyettese márciustól Cassius Agrippa) és Marcus Flavius Apert (helyettese Ti. Claudius Quartinus) választják consulnak.
- Hadrianus császár folytatja keleti körútját. Syriában meglátogatja Coelosyriát és Palesztinát és megmássza a Cassius-hegyet, hogy onnan nézze a napfelkeltét. Látogatást tesz Palmürában, Damaszkuszban, Jeruzsálemben, Petrában és Gázában, majd Pelusiumban helyrehozatja Pompeius sírját.
- A császár fiúszeretője, Antinous Hermopolis Magna közelében belefullad a Nílusba. Hadrianus isteni rangra emelteti és halálának helyén Antinoopolis néven várost alapít.
- Hadrianus meglátogatja Thébát, megnézi és meghallgatja a Memnón-kolosszusokat, majd visszafordulva az év végén megérkezik Alexandriába.

## Születések
- Lucius Verus római császár
- Caius Avidius Cassius, római trónkövetelő
- Faustina, Marcus Aurelius felesége

## Halálozások
- Október 30. – Antinous, Hadrianus szeretője
- Decimus Iunius Iuvenalis, római költő (hozzávetőleges időpont)
- Publius Juventius Celsus, római politikus

## Fordítás
- Ez a szócikk részben vagy egészben  a(z)   130 című francia Wikipédia-szócikk ezen változatának fordításán alapul.  Az eredeti cikk szerkesztőit annak laptörténete sorolja fel. Ez a jelzés csupán a megfogalmazás eredetét és a szerzői jogokat jelzi, nem szolgál a cikkben szereplő információk forrásmegjelöléseként.